# Individuell fälttävlan i ridsport vid olympiska sommarspelen 1972
Individuell fälttävlan i ridsport vid olympiska sommarspelen 1972 var en av sex ridsportgrenar som avgjordes under de olympiska sommarspelen 1972. 

## Medaljörer
| Event        | Guld                         | Silver                      | Brons               |
| Individuellt | Richard Meade Storbritannien | Alessandro Argenton Italien | Jan Jönsson Sverige |

## Resultat
| Ryttare                 | Nation         | Poäng   | Placering |
| ----------------------- | -------------- | ------- | --------- |
| Richard Meade           | Storbritannien | 57,73   | 1         |
| Alessandro Argenton     | Italien        | 43,33   | 2         |
| Jan Jönsson             | Sverige        | 39,67   | 3         |
| Mary Gordon-Watson      | Storbritannien | 30,27   | 4         |
| Kevin Freeman           | USA            | 29,87   | 5         |
| Bill Roycroft           | Australien     | 29,60   | 6         |
| Richard Sands           | Australien     | 24,87   | 7         |
| Bruce Davidson          | USA            | 24,47   | 8         |
| Harry Klugmann          | Västtyskland   | 8,00    | 9         |
| Bridget Parker          | Storbritannien | 7,53    | 10        |
| Rudolf Beerbohm         | Östtyskland    | 3,80    | 11        |
| Sergej Muchin           | Sovjetunionen  | -0,13   | 12        |
| Lutz Gössing            | Västtyskland   | -0,40   | 13        |
| Paul Hürlimann          | Schweiz        | -11,03  | 14        |
| Tony Bühler             | Schweiz        | -19,87  | 15        |
| Karl Schultz            | Västtyskland   | -25,60  | 16        |
| Michel Robert           | Frankrike      | -27,13  | 17        |
| Jacek Wierzchowiecki    | Polen          | -30,47  | 18        |
| Valentin Gorelkin       | Sovjetunionen  | -34,93  | 19        |
| J. Michael Plumb        | USA            | -43,53  | 20        |
| Ferdinand Croy          | Österrike      | -54,27  | 21        |
| Bill Buller             | Irland         | -56,13  | 22        |
| Jens Niehls             | Östtyskland    | -60,00  | 23        |
| Ronnie McMahon          | Irland         | -67,33  | 24        |
| Joachim Brohmann        | Östtyskland    | -71,73  | 25        |
| Helmut Gille            | Östtyskland    | -74,20  | 26        |
| Brian Schrapel          | Australien     | -82,33  | 27        |
| Patrick Connolly-Carew  | Irland         | -95,95  | 28        |
| Dino Costantini         | Italien        | -98,18  | 29        |
| Jimmy Wofford           | USA            | -99,83  | 30        |
| Marek Małecki           | Polen          | -109,00 | 31        |
| Jim Henry               | Kanada         | -124,67 | 32        |
| Alfred Schwarzenbach    | Schweiz        | -125,53 | 33        |
| Armand Bigot            | Frankrike      | -133,80 | 34        |
| Mark Phillips           | Storbritannien | -134,33 | 35        |
| Jan Skoczylas           | Polen          | -142,13 | 36        |
| Mario Turner            | Italien        | -148,73 | 37        |
| István Szabácsy         | Ungern         | -153,13 | 38        |
| Vladimir Lanjugin       | Sovjetunionen  | -155,00 | 39        |
| Friedrich Resch         | Österrike      | -172,79 | 40        |
| Jordan Ivanov           | Bulgarien      | -173,75 | 41        |
| Dominique Bentejac      | Frankrike      | -177,63 | 42        |
| François Fabius         | Frankrike      | -205,40 | 43        |
| Wendy Irving            | Kanada         | -248,60 | 44        |
| Wolf-Dieter Rihs        | Österrike      | -258,53 | 45        |
| Clarke Roycroft         | Australien     | -296,12 | 46        |
| Gerardo Jáuregui        | Argentina      | -301,32 | 47        |
| Piet van der Schans     | Nederländerna  | -309,13 | 48        |
| Horst Karsten           | Västtyskland   | -       | DNF       |
| Manuel Mendívil         | Mexiko         | -       | DNF       |
| Robin Hahn              | Kanada         | -       | DNF       |
| Wojciech Mickunas       | Polen          | -       | DNF       |
| Eddy Stibbe             | Nederländerna  | -       | DNF       |
| Bill McLernon           | Irland         | -       | DNF       |
| Max Hauri               | Schweiz        | -       | DNF       |
| Stefano Angioni         | Italien        | -       | DNF       |
| Boris Stefanov          | Bulgarien      | -       | DNF       |
| Maríano Bucio           | Mexiko         | -       | DNF       |
| Mamadzjan Ismailov      | Sovjetunionen  | -       | DNF       |
| József Horváth          | Ungern         | -       | DNF       |
| József Varró            | Ungern         | -       | DNF       |
| Rüdiger Wassibauer      | Österrike      | -       | DNF       |
| Ramón Mejía             | Mexiko         | -       | DNF       |
| José Eugenio Acosta     | Argentina      | -       | DNF       |
| Carlos Alberto Alvarado | Argentina      | -       | DNF       |
| Alejandro Guglielmi     | Argentina      | -       | DNF       |
| David Bárcena           | Mexiko         | -       | DNF       |
| János Krizsán           | Ungern         | -       | DNF       |
| Gocho Milev             | Bulgarien      | -       | DNF       |
| Hans Brugman            | Nederländerna  | -       | DNF       |
| Clint Banbury           | Kanada         | -       | DNF       |
| Nikola Dimitrov         | Bulgarien      | -       | DNF       |
| Maarten Jurgens         | Nederländerna  | -       | DNF       |